# Metopius syriacus
Metopius syriacus là một loài tò vò trong họ Ichneumonidae.